# Sven Nilsson i Everöd
Sven Nilsson (i riksdagen kallad Nilsson i Everöd), född 4 november 1831 i Lyngby i Everöds socken, Kristianstads län, död 4 november 1891 i Everöd, var en svensk jordbrukare och riksdagsman.
Nilsson ägnade sig åt jordbruk och mejerihantering samt brännvinsbränning i stor skala. Redan vid landstingsinstitutionens tillkomst 1863 invaldes han i Kristianstads läns landsting, inom vilket han, med avbrott av ett år, sedan hade plats till sin död, 1881–83 som vice ordförande och från 1884 som ordförande 1870–1891 representerade han Gärds och Albo domsagas valkrets i Andra kammaren och var där en typisk representant för Lantmannapartiets skånska fraktion: hyllande partiets allmänna strävanden i fråga om grundskatter och indelningsverk, gjorde han sig till tolk för moderata reformer i fråga om den politiska och kommunala rösträtten och för en kulturellt frisinnad, fastän ingalunda radikal, åskådning. Han insattes redan 1872–75 i lagutskottet och användes under hela sin återstående riksdagstid i statsutskottet, vars vice ordförande han var vid 1891 års riksdag. 
I motsats till den inom hans parti ganska allmänna rena försvarsnihilismen ställde han sig 1875 vid Ola Jönsson i Kungshults sida i yrkande på en skrivelse till K. M:t med begäran om nytt förslag, byggt på allmän värnplikt, men med kortare övningstid än det förut fallna regeringsförslagets och skälig ersättning för dem, som vid special vapnen fick underkasta sig längre utbildning. Han understödde de lantmannapartistiska försvarsmotionerna 1878 och inkallades 1880 i den Posseska regeringens lantförsvarskommitté, vars förslags spillror han 1883 energiskt, fastän fruktlöst, försökte rädda. Däremot understödde han ej 1885 års utsträckning av värnplikten. Vid tullstridens utbrott slöt sig Nilsson till frihandlarna. Myndig och oförskräckt, ställde han sig med träffsäkerhet och skärpa i debattens hetaste eld, aldrig väjande för att sätta sin person i bräschen. Vid majriksdagen 1887 och 1888 kallades han att intaga vicetalmansplatsen, men fick lämna den 1889, sedan en protektionistisk regering kommit till styret. Under 1890–1891 års riksdagar var han ledamot av talmanskonferensen. 
Efter Lantmannapartiets sprängning kom Nilsson att, i synnerhet efter Carl Ifvarssons död, framstå som Gamla lantmannapartiets främste man, som vid avvärjandet av 1889 års förslag till inskränkning av tryckfrihetslagen ("munkorgslagen") m. fl. frågor visade sig mån att uppehålla partiets traditioner. Efter 1890 års val, då frihandlarna åter kommit i stor majoritet i Andra kammaren, erbjöds Nilsson åter vice talmansposten, men han avböjde detsamma för att vara mera oberoende i sin opposition mot den då sittande Åkerhielmska regeringen. Han intog ock vid sin sista riksdag en verklig ledarställning inom sin kammare, oftast i samråd med dåtidens "centers" ledande män, Herslow, S. A. Hedin, Lilienberg med flera. Att hans politiska vyer skilde sig från en del av hans ståndsbröders inom kammaren, visade sig bland annat av, att han klart insåg den politiska följden av en inskränkning utan andra författningsändringar av städernas representationsrätt och därför röstade mot 1891 års förslag i sådan riktning. Han var ledamot av 1877-78 års brännvinslagstiftningskommitté med flera kommittéer. 
Nilsson avled 1891 på det hemman i Everöds kyrkoby, som han 1854 genom gifte förvärvat.